# Fartein Valen

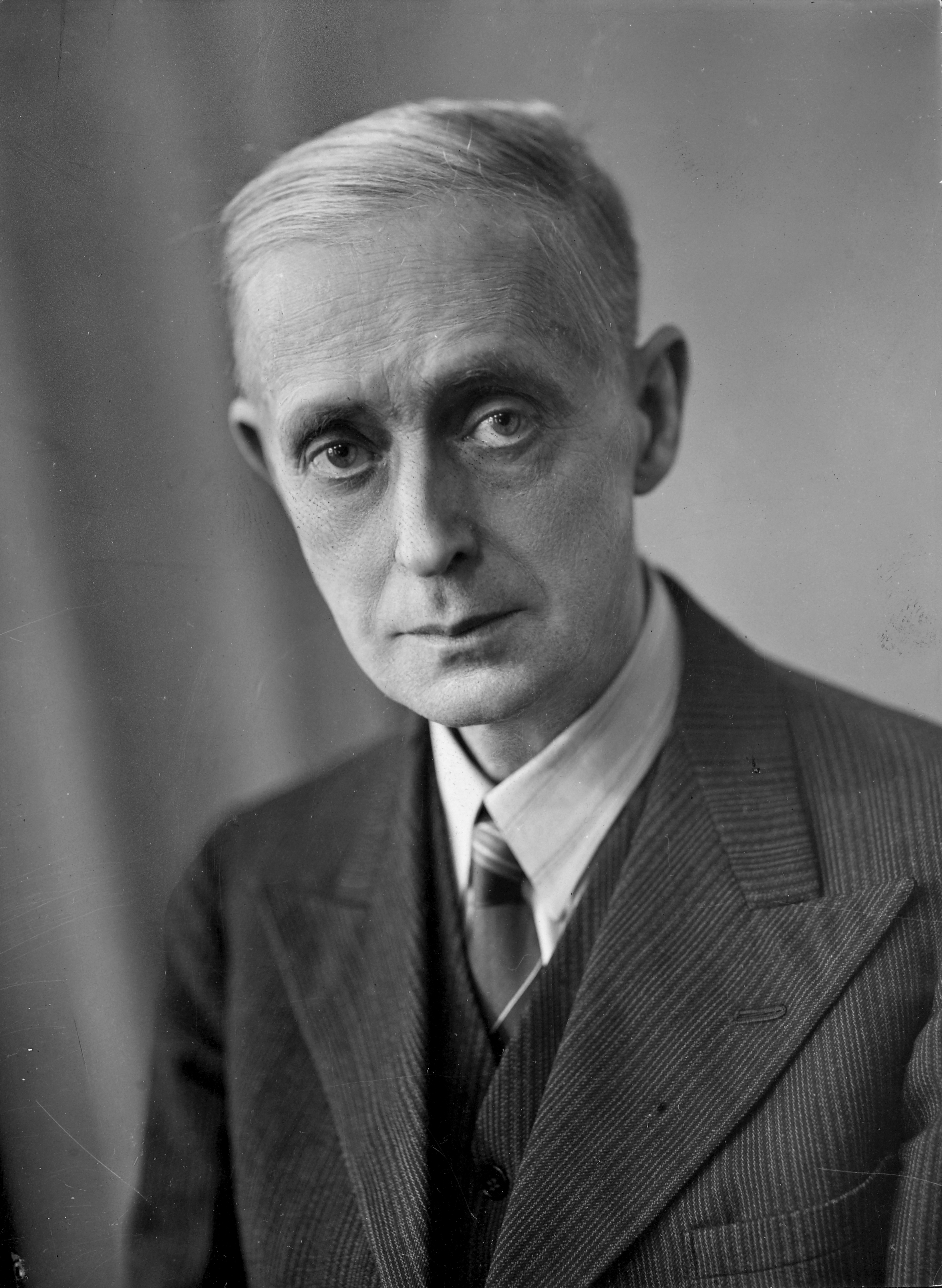
Fartein Valen

Olav Fartein Valen (* 25. August 1887 in Stavanger; † 14. Dezember 1952 in Valevåg) war ein norwegischer Komponist.

## Leben
Fartein Valen wurde als Sohn eines Missionarehepaares, das in Madagaskar wirkte, bei einem Besuch in Norwegen geboren. Die Familie kehrte 1889 nach Madagaskar zurück und zog erst 1893 wieder nach Stavanger. Er erhielt dort Klavierstunden und komponierte einige kleine Stücke. 1906 begann er ein Philologie- und Musikstudium in Kopenhagen, beschäftigte sich jedoch bald nur noch mit der Musik. Er studierte Musiktheorie bei Catharinus Elling in Kristiania, legte 1909 sein Organistenexamen ab und besuchte von 1909 bis 1911 die Berliner Musikhochschule, wo Max Bruch (Komposition) und Karl Leopold Wolf (Theorie) seine Lehrer waren.
Erst 1916 kehrte Valen nach Norwegen zurück. Er wohnte bis 1924 in Valevåg bei Haugesund, zog dann nach Oslo und wurde ab 1927 Leiter der Norwegischen Musiksammlung der Universitätsbibliothek. Außerdem unterrichtete er Musiktheorie. Nach einem Winteraufenthalt 1932/33 auf Mallorca, der ihm große schöpferische Impulse gab, wurde sein kompositorisches Schaffen auch langsam in der Öffentlichkeit anerkannt. So erhielt Valen 1935 eine staatliche Künstlerpension, obwohl seine international ausgerichtete Musik den Vertretern des in den 30er Jahren anwachsenden Nationalismus missfiel. 1938 zog er deshalb wieder nach Valevåg, wo er den Rest seines Lebens verbrachte.
In seinen frühen Werken ist Valen noch von der deutschen Spätromantik beeinflusst, doch schon bald entdeckte er die Polyphonie Bachs und Palestrinas für sein Schaffen. Seine Untersuchungen über Konsonanzen und Dissonanzen brachten ihn zu einer atonalen Technik des Kontrapunkts, die sich nicht an der Zwölftontechnik Schönbergs und seines Kreises orientierte, obwohl auch Valen Zwölftonmelodien benutzte. Seine sehr eigenständige dissonante Polyphonie arbeitet mit kleinen motivischen Veränderungen im Rahmen des klassischen Formenkanons.

## Werke
- Sinfonien
  - Sinfonie Nr. 1 op. 30 (1937–39)
  - Sinfonie Nr. 2 op. 40 (1941–44)
  - Sinfonie Nr. 3 op. 41 (1944–46)
  - Sinfonie Nr. 4 op. 43 (1947–49)
  - Sinfonie Nr. 5 (1951, unvollendet)
- Weitere Orchesterwerke
  - Pastorale op. 11 (1929–30)
  - Sonette di Michelangelo op. 17 Nr. 1 (1932)
  - Cantico di ringraziamento op. 17 Nr. 2 (1932–33)
  - Nenia op. 18 Nr. 1 (1932)
  - An die Hoffnung op. 18 Nr. 2 (1933)
  - Epithalamion op. 19 (1933)
  - Le cimetière marin op. 20 (1933–34)
  - La isla de las calmas op. 21 (1934)
  - Ode to Solitude op. 35 (1939)
  - Violinkonzert op. 37 (1940)
  - Klavierkonzert op. 44 (1949–51)
- Kammermusik
  - Streichquartett Nr. 0 (ohne Opuszahl)[1]
  - Violinsonate op. 3 (1916)
  - Klaviertrio op. 5 (1917–24)
  - Streichquartett Nr. 1 op. 10 (1928–29)
  - Streichquartett Nr. 2 op. 13 (1930–31)
  - Serenade für Bläserquintett op. 42 (1946–47)
- Klavierwerke
  - Legende op. 1 (1907)
  - Klaviersonate Nr. 1 op. 2 (1912)
  - 4 Klavierstücke op. 22 (1934–35)
  - Variationen op. 23 (1935–36)
  - Gavotte und Musette op. 24 (1936)
  - Präludium und Fuge op. 28 (1937)
  - 2 Präludien op. 29 (1937)
  - Intermezzo op. 36 (1939–40)
  - Klaviersonate Nr. 2 op. 38 (1940–41)
- Orgelwerke
  - Präludium und Fuge op. 33 (1939)
  - Pastorale op. 34 (1939)
- Chorwerke
  - Psalm 121 (1911) (ohne Opuszahl)[1]
  - Hvad est du dog skiøn op. 12 (1930)
  - 2 Motetten für Frauenchor op. 14 (1931)
  - 2 Motetten für Männerchor op. 15 (1931)
  - 2 Motetten für gemischten Chor op. 16 (1931–32)
  - Kom regn fra det høje. Motette für Frauenchor op. 25 (1936)
  - O store konge, Davids sønn. Motette für Männerchor op. 26 (1936–37)
  - Vaagn op, min sjael. Motette für gemischten Chor op. 27 (1937)
- Orchesterlieder
  - Ave Maria op. 4 (1917–21)
  - Mignon. 2 Gedichte von Goethe op. 7 (1920–27)
  - 2 chinesische Gedichte op. 8 (1925–27)
  - Darest thou now o soul op. 9 (1920–28)
  - La noche oscura del alma op. 32 (1939)
- Klavierlieder
  - 3 Gedichte von Goethe op. 6 (1925–27)
  - 2 Lieder op. 31 (1939)
  - 2 Lieder op. 39 (1941)